# Lista de prefeitos de Abadia de Goiás
Esta é a lista de prefeitos do município de Abadia de Goiás, estado brasileiro de Goiás.
De 01/01/1997 à 12/06/1997
| Nº | Nome                                                   | Imagem | Partido                                          | Votos                 | Início do mandato      | Fim do mandato                          | Observações                                          |
| 1  | Maria Telma Miranda Ortegal                            |        | Partido do Movimento Democrático Brasileiro PMDB | 1 455                 | 1° de janeiro de 1997  | 12 de junho de 1997                     | Primeira prefeita                                    |
| 2  | Valdeci Salviano Mendonça (Sanclerlândia, 11.08.1966–) |        | Partido do Movimento Democrático Brasileiro PMDB | 1 516                 | 16 de junho de 1997    | 31 de dezembro de 2000                  | Vice assumiu cargo de Prefeito após morte do titular |
| 2  | Valdeci Salviano Mendonça (Sanclerlândia, 11.08.1966–) | 1 693  | Partido do Movimento Democrático Brasileiro PMDB | 1° de janeiro de 2001 | 31 de dezembro de 2004 | Prefeito reeleito em sufrágio universal |                                                      |
| 3  | Antomar Moreira dos Santos (Trindade, 04.07.1962–)     |        | Partido do Movimento Democrático Brasileiro PMDB | 1 562                 | 1° de janeiro de 2005  | 31 de dezembro de 2008                  | Prefeito eleito em sufrágio universal                |
| 4  | Valdeci Salviano Mendonça (Sanclerlândia, 11.08.1966–) |        | Partido do Movimento Democrático Brasileiro PMDB | n/c                   | 1° de janeiro de 2009  | 31 de dezembro de 2012                  | Prefeito eleito em sufrágio universal                |
| 5  | Romes Gomes e Silva (Adelândia, 04.09.1964–)           |        | Partido da Social Democracia Brasileira PSDB     | 2 302                 | 1° de janeiro de 2013  | 31 de dezembro de 2016                  | Prefeito eleito em sufrágio universal                |
| 5  | Romes Gomes e Silva (Adelândia, 04.09.1964–)           | 2 367  | Partido da Social Democracia Brasileira PSDB     | 1° de janeiro de 2017 | 31 de dezembro de 2020 | Prefeito reeleito em sufrágio universal |                                                      |
| 6  | Wander Saraiva de Carvalho (Ananás, 13.12.1965–)       |        | Progressistas PP                                 | 5 053                 | 1° de janeiro de 2021  | 31 de dezembro de 2024                  | Prefeito eleito em sufrágio universal                |
| 6  | Wander Saraiva de Carvalho (Ananás, 13.12.1965–)       | 10 293 | Progressistas PP                                 | 1° de janeiro de 2025 | Atualidade             | Prefeito reeleito em sufrágio universal |                                                      |

- n/c: não consta